# Wuze Town

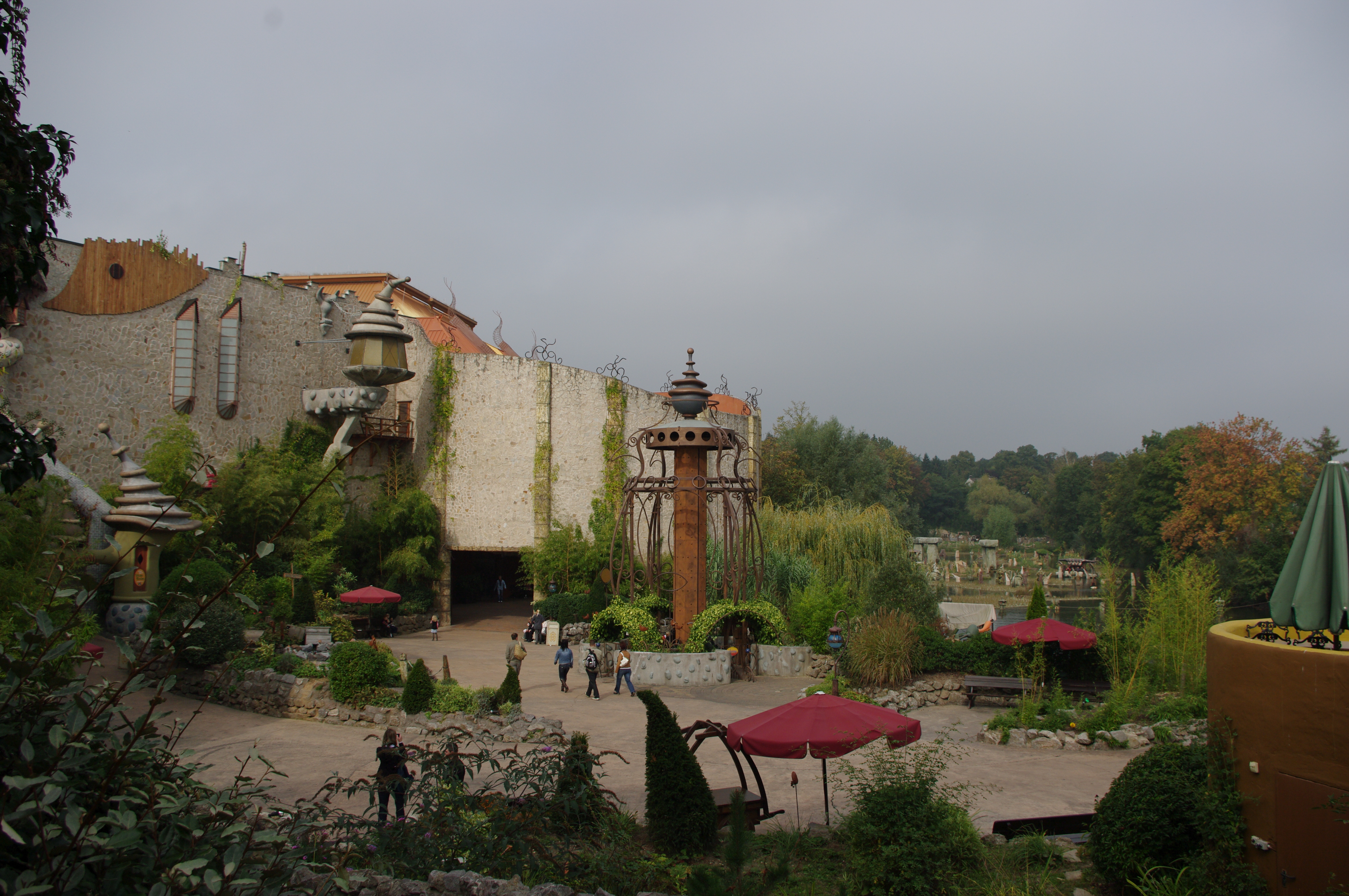
Overzicht over Wuze Town

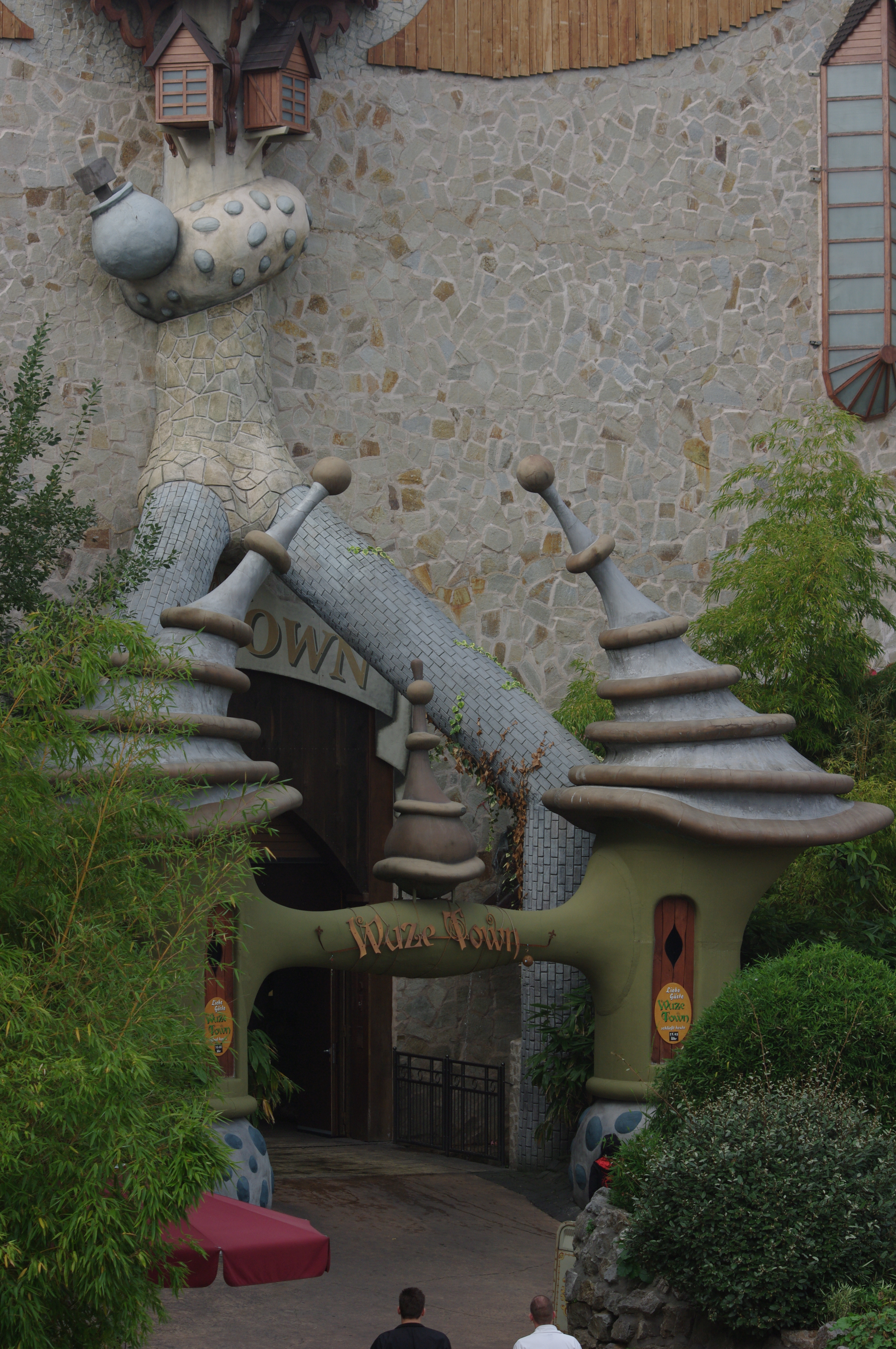
Ingang van het overdekte gedeelte

Wuze Town is een gedeelte in het attractiepark Phantasialand en werd geopend in 2002. Het ligt in het grotere themagebied Fantasy.

## Beschrijving
De naam Wuze Town is afkomstig van de 'Wuzen'. Dit is een door ontwerper Eric Daman verzonnen volkje. Zij zouden in dit gedeelte van het park wonen.
De attracties die in Wuze Town te vinden zijn, zijn ook qua thematisering ingericht naar dit thema. De meeste attracties die er te vinden zijn, zijn voornamelijk kinderattracties.
Het gebied is opgedeeld in twee delen, een overdekt gedeelte, dat eveneens Wuze Town heet, en het Baumbergen-gedeelte. Het overdekte gedeelte wordt vooral bewoond door de Stadwuzen, een vrouwgedreven volk. Achter in dit gedeelte is een apart gebied te vinden vol met kinderattracties, het Wuze Town Kinderland.
In Baumbergen wonen de Waterwuzen, de rambo's van het Wuzen-volk, die apart in de bossen wonen. Er mogen geen vrouwen komen.
Het gehele volk heeft ook een oppergod, een reusachtige nachthavik. Deze oppergod is te vinden in de attractie Temple of the Night Hawk.

### Attracties
De attracties die in Wuze Town te vinden zijn, zijn qua thematisering ingericht naar het Wuzen-volk. Het gebied is in feite opgebouwd rondom de hoofdattracties van het gebied, de draaiende achtbaan Winja's Fear & Winja's Force. Verder zijn de meeste attracties die er te vinden zijn voornamelijk kinderattracties, die rondom het parcours van de achtbaan te vinden zijn.
Een opsomming van alle attracties is hieronder te vinden:
- Avoras
- Würmling Express
- Der lustige Papagei
- Wolke's Luftpost
- Die fröhliche Bienchenjagd
- Wakobato
- Winja's Fear & Winja's Force
- Tittle Tattle Tree
- Wirtl's Taubenturm
- Wözl's Wassertreter
- Wuze Town Kinderland

## Het verhaal
Enkele jaren geleden wilde Phantasialand een nieuwe attractie bouwen op de plaats waar nu Wuze Town te vinden is. Zoals gebruikelijk bij bouwlocaties in Phantasialand ging dit van start met heel wat graafwerk. Het team trof iets raars aan onder de grond... Voorzichtig werd een concstructie stukje bij beetje blootgelegd en zo ontdekte het park dat er een lang verloren gewaande beschaving onder de grond leefde: De Wuze. Lang daarvoor leken de Wuze en de mens in vrede samen te hebben geleefd op het domein waar nu Phantasialand te vinden is. Door de technologische vooruitgang van de mensheid voelde de Wuze zich niet meer op zijn gemak in onze maatschappij en besloten ze zich terug te trekken in hun eigen verborgen wereld waar ze op hun eigen manier konden leven.
De Wuze zijn heel anders dan wij, in feite staat bijna alles op zijn kop. Na de geboorte stijgt een Wuze op in plaats van naar beneden getrokken te worden door de zwaartekracht. Daarom dragen volwassen Wuze grote stenen 'klumpen'. Een Wuze wordt geboren in een soort tent die aan het dak van Wuze Town hangt. De 'Wabi Wipper' voedt de kleintjes.
Als de kleine Wuzekinderen oud genoeg zijn, worden ze getraind met de Tittle Tattle Tree, midden in Wuze Town, om te wennen aan de zwaartekracht tot ze hun eigen 'klumpen' krijgen.
Vader Wuze blijft thuis en zorgt voor de kinderen. De vrouwelijke Wuze zijn krijgers en worden "Wamazones" genoemd. Hun dappere leider is Winja.
Een Wuze die Wamazone wil worden, moet twee testen volbrengen. Ten eerste moeten ze hun kracht tonen in Winja's Force. Ten tweede moeten ze laten zien dat ze ook hun angsten de baas blijven in Winja's Fear.
De Wuze leven heel dicht bij de natuur. De belangrijkste god van de Wuze is de Night Hawk, een reusachtige havik die in de bergen leeft en alleen in het donker opduikt.
Soms rijden de dappersten der Wuze stiekem op zijn rug.
De Water-Wuze leven rond een meer 'Moon Lake', gelegen naast Wuze Town. De Water-Wuze leven nog dichter bij de natuur, hun huizen zijn dan ook van planten gemaakt. Een overleden Water)Wuze krijgt een graf op het water, dat gemarkeerd wordt met een 'kikkersteen'. Er wordt gezegd dat deze stenen soms tot leven kunnen komen, dus is het beter om ze niet zomaar te vertrouwen. De Water-Wuze patrouilleert in het gebied met zogenaamde "Wakobato's".
Deze boten zijn uitgerust met waterkanonnen, waarmee de "kikkerstenen" kunnen worden afgespoeld. Zo'n steen kan je daarbij soms onverwacht verrassen....
Vroeger kon men de Wuze regelmatig in Wuze Town aantreffen. De kinderen speelden er, Winja liep er rond om alles in de gaten te houden en grootmoeder Wuze zorgde ervoor dat alles netjes bleef.
De laatste jaren is er echter geen enkele Wuze meer gezien en lijken ze plaats te hebben gemaakt voor vrolijke jongleurs en entertainers die meestal in het gebied buiten rondlopen.
Zouden de Wuze zich opnieuw teruggetrokken hebben in een verborgen wereld om te ontsnappen aan de bezoekers van Phantasialand en de technologische snufjes die zij vaak bij zich dragen?